# Демократы только по названию
«Демократы только по названию» (англ. Democrats In Name Only или DINO в сокращённом варианте) — пренебрежительное название любого члена Демократической партии США, избранного как демократа, но который управляет и издаёт законы, как республиканец. DINO считаются более консервативными (с финансово и/или социальной точек зрения), чем большинство демократов. Аналогичные, включающие в себя демократов синей собаки и демократов жёлтой собаки, были более популярны, чем DINO, для описания неортодоксальных демократов. Термины «либерал Fox News», «демократ-фокс» и «демократ Fox News» также использовались в этом контексте.
Термин был создан как аналог противоположной аббревиатуре RINO (англ. Republican In Name Only — в переводе с англ. — «Республиканец только по названию»), которая относятся к либеральным членам Республиканской партии США.
«ДИНО» используется более идеологической (в политическом смысле) группой демократов в дискуссиях с однопартийцами, занимающими консервативные позиции.
Известные примеры политиков, которых обвиняют в том, что они являются DINO, включают кандидата в президенты 2016 года Хиллари Клинтон и бывшего сенатора от Западной Вирджинии Джо Мэнчина.

## История
Как считается, фразу «Демократ только по названию» первым использовал Алвен Б. Гудбар, демократ и президент компании по производству обуви Goodbar в Сент-Луисе, который на просьбу Национального комитета Демократической партии сделать пожертвование кандидату от демократов Уильяму Дженнингсу Брайану ответил: «Я не признаю г-на Брайана демократом или истинным толкователем демократических доктрин и принципов. Он только демократ по названию, хотя на самом деле он изначально был популистом и в процессе эволюции стал социалистом».
В 1920 году газета Valdosta Times осудила Томаса Уотсона, который баллотировался в Сенат как «демократа только по названию». Когда в 1928 году президент Герберт Гувер был назначил Генеральным прокурором США Уильям ДеВитт Митчелл, газета Chicago Tribune назвала Митчелла «демократом только по названию», утверждая, что «его послужной список последних нескольких лет был республиканским». В 1936 году сенатор от Небраски Эдвард Р. Берк подал в отставку с поста члена Национального демократического комитета, заявив, что не может поддерживать «любого кандидата, выдавшего себя за демократа, но который является только демократом по названию», ссылаясь на Терри Карпентера, члена Палаты представителей от Небраски, решившего баллотироваться в Сенат.
В 2024 году наряду с молодыми демократами и мусульманами (из-за поддержки Дональда Трампа и негативной реакции на поддержку Израиля в возобновившейся войне в Секторе Газа) и латиноамериканцев (сдвинулись вправо ещё на выборах 2020 года, также учитывался молодой возраст избирателя и статус DINO) были участниками протестного голосования против единственного участника праймериз Джо Байдена.